# Muotkatakanvaara
Muotkatakanvaara är ett berg i Finland. Det ligger i Enontekis i landskapet Lappland, i den norra delen av landet, 1 000 km norr om huvudstaden Helsingfors. Toppen på Muotkatakanvaara är 613 meter över havet.
Terrängen runt Muotkatakanvaara är huvudsakligen kuperad, men söderut är den platt.  Trakten runt Muotkatakanvaara är nära nog obefolkad, med mindre än två invånare per kvadratkilometer. Närmaste större samhälle är Kilpisjärvi, 15,1 km nordväst om Muotkatakanvaara. Omgivningarna runt Muotkatakanvaara är i huvudsak ett öppet busklandskap.